# Dan Costa

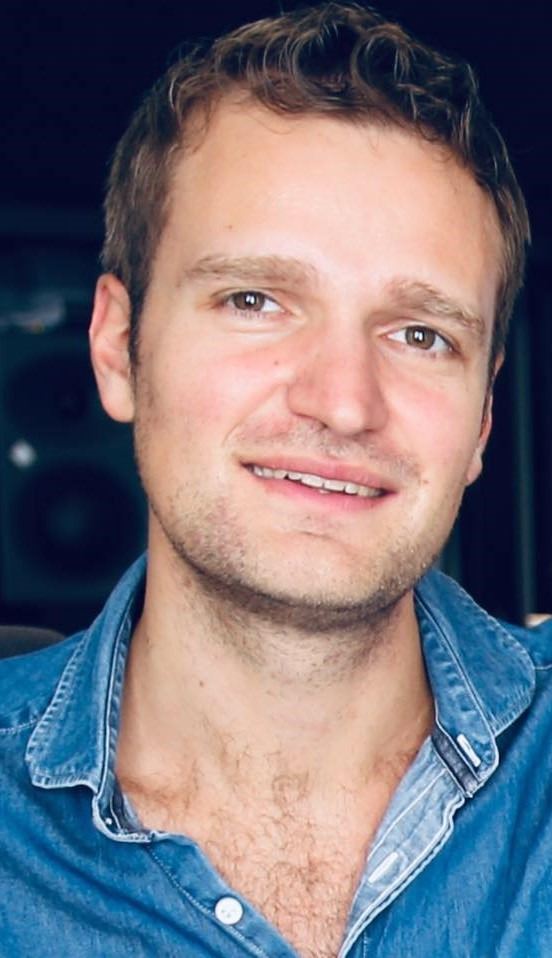
Dan Costa in 2018

Daniel Greco Costa (Londen, 7 april 1989), bekend als Dan Costa, is jazzpianist en componist, bekend van zijn debuutalbum Suite Três Rios. 

## Biografie
Hij studeerde klassieke piano aan de Académie de Musique Rainier III in Monaco voordat hij studeerde aan het Sir Paul McCartney's Liverpool Institute for Performing Arts. Hij studeerde af voor jazzpiano bij de Escola Superior de Música, Artes e Espetáculo in Portugal en kreeg een studiebeurs om muziek te studeren bij de Unicamp (Universiteit van Campinas) in São Paulo en volgde verdere studies aan het Berklee College of Music.
Costa's carrière begon toen hij zijn debuutalbum Suite Três Rios opnam in Rio de Janeiro dat door Down Beat beschouwd wordt als een van de beste albums van 2016.
Volgens criticus Carlo Wolff getuigt het van vakkundig vakwerk en is een van de best verkopende albums van iTunes Portugal en bereikte nummer 5 van de Roots Music Report Jazz Chart in de Verenigde Staten.
Het nummer "Bossa Nova" (met Leila Pinheiro) stond in de Top 10 van de Jazz Song Chart.
Hij werkte samen met Jaques Morelenbaum, Leila Pinheiro, Marcos Suzano, Ricardo Silveira, Rafael Barata en Jan Erik Kongshaug en anderen.
In 2018 nam hij in de Artesuono studio in Italië zijn nieuwe album Skyness op met Nelson Faria, Roberto Menescal, Romero Lubambo, Seamus Blake, Custodio Castelo en Teco Cardoso.
Omschreven als "zeldzaam en luxe" door All About Jazz werd het heruitgebracht in de Blue Note in Rio de Janeiro. De track "Compelling" werd toegevoegd aan het zomeralbum 2019 van Jazziz Magazine. Costa heeft opgetreden in Italië, Cyprus, Egypte, Brazilië, Spanje, Libanon, India en andere landen.

## Discografie
- Suite Três Rios - 2016
- Skyness - 2018
- Live in California - 2020